# NGC 4415
NGC 4415 је лентикуларна галаксија у сазвежђу Девица која се налази на NGC листи објеката дубоког неба.
Деклинација објекта је + 8° 26' 10" а ректасцензија 12h 26m 40,5s. Привидна величина (магнитуда) објекта NGC 4415 износи 12,9 а фотографска магнитуда 13,8. Налази се на удаљености од 14,8600 милиона парсека од Сунца. NGC 4415 је још познат и под ознакама UGC 7540, MCG 2-32-52, CGCG 70-78, VCC 929, PGC 40727.